# Echinorhynchus blenni
Echinorhynchus blenni är en hakmaskart som beskrevs av Rudolphi 1810. Echinorhynchus blenni ingår i släktet Echinorhynchus och familjen Echinorhynchidae. Inga underarter finns listade i Catalogue of Life.